# Kurt Sulzenbacher
Kurt Sulzenbacher (* 29. Oktober 1976 in Innichen) ist ein ehemaliger italienischer Skirennläufer. Die Spezialdisziplin des Südtirolers war die Abfahrt. In dieser Disziplin erreichte er zwei Podestplätze und weitere 15 Top-10-Ergebnisse im Weltcup, wurde 2003 italienischer Meister und 1995 Juniorenweltmeister.

## Biografie
Der erste große Erfolg seiner Karriere gelang dem damals 18-jährigen Sulzenbacher bei den Juniorenweltmeisterschaften 1995 im norwegischen Voss mit dem Sieg in der Abfahrt. Im Europacup hatte er in den ersten Jahren deutlich weniger Erfolg, bis ihm am 19. Dezember 1998 in der Abfahrt von Zauchensee sein erster Podestplatz gelang. Zehn Tage später gab er in der Abfahrt von Bormio sein Weltcupdebüt und holte mit Rang 30 gleich seinen ersten Weltcuppunkt. In seiner dritten Weltcupabfahrt im März 1999 in Kvitfjell erreichte er bereits den 18. Platz und ein Jahr später fuhr er ebenfalls in Kvitfjell erstmals unter die besten zehn.
Die Weltcupsaison 2001/02 war Sulzenbachers erfolgreichste: Am 8. Dezember 2001 fuhr er in der Abfahrt von Val-d’Isère auf den zweiten Platz und damit erstmals auf das Podest, eine Woche später konnte er diese Leistung mit dem dritten Platz auf der Saslong in Gröden bestätigen. Im Januar erreichte er in der Abfahrt auf der Streif in Kitzbühel Platz vier und beendete die Saison auf Rang acht im Abfahrtsweltcup. In diesem Winter startete er auch bei den Olympischen Spielen in Salt Lake City, schaffte dort aber nur den 22. Abfahrtsrang und Platz 26 im Super-G.
Die folgende Saison verlief weniger erfolgreich, lediglich zu Saisonende erreichte er einen zehnten Platz in der Abfahrt von Lillehammer. Auch bei den Weltmeisterschaften 2003 kam er nicht über den 19. Rang in der Abfahrt hinaus. Im März gewann er aber die italienische Abfahrtsmeisterschaft. Die Saison 2003/04 verlief noch schlechter als die vorherige, ein 14. und 16. Platz in den Abfahrten von Beaver Creek waren die besten Ergebnisse. In der Saison 2004/05 konnte er sich wieder etwas steigern und erreichte fünfmal die Top 10, bei den Weltmeisterschaften in Bormio belegte er die Plätze 14 in der Abfahrt und 20 im Super-G. Im nächsten Winter fiel er erneut zurück und belegte bei den Olympischen Spielen in Turin den 18. Abfahrtsrang. Auch in der Weltcupsaison 2006/07 erreichte er nur eine Top-10-Platzierung, die Weltmeisterschaften in Åre beendete er mit dem 14. Abfahrtsrang.
In der Saison 2007/08 kam er mit dem vierten Platz in der Abfahrt von Lake Louise am 24. November dem Podest so nahe wie schon lange nicht mehr und erreichte zwei weitere Platzierungen unter den besten zehn. In der Saison 2008/09 konnte er nur ein einziges Rennen bestreiten und musste sich im Januar wegen Zysten im Knie einer Operation unterziehen. Sulzenbacher kehrte nicht mehr in den Weltcupzirkus zurück und beendete seine Karriere.

## Erfolge

### Olympische Winterspiele
- Salt Lake City 2002: 22. Abfahrt, 26. Super-G
- Turin 2006: 18. Abfahrt

### Weltmeisterschaften
- St. Moritz 2003: 19. Abfahrt
- Bormio 2005: 14. Abfahrt, 20. Super-G
- Åre 2007: 14. Abfahrt

### Weltcup
- Saison 2001/02: 8. Abfahrtswertung
- Insgesamt 19 Platzierungen unter den besten 10, davon 2 Podestplätze

### Europacup
- 1 Podestplatz

### Juniorenweltmeisterschaften
- Voss 1995: 1. Abfahrt

### Weitere Erfolge
- Italienischer Meister in der Abfahrt 2003
- 2 Siege in FIS-Rennen (1× Abfahrt, 1× Super-G)